# 무서운 이야기
《무서운 이야기》는 2012년 7월 25일에 개봉한 대한민국의 옴니버스 공포 영화이다. 〈해와 달〉과 〈공포 비행기〉, 〈콩쥐, 팥쥐〉, 〈앰뷸런스〉 총 네 단편으로 구성되어 있으며, 개봉 전에 2012년 부천국제판타스틱영화제 개막작으로 상영됐다.

## 해와 달

### 제작진
- 감독 : 정범식
- 각본 : 정범식
- 촬영 : 김대경
- 조명 : 홍승철
- 음악 : 이재진
- 편집 : 이진

### 출연진

#### 주인공
- 김현수 : 선이 역
- 노강민 : 문이 역

#### 그 외
- 노현희 : 원장 역
- 이동규 : 동생 역
- 이채경 : 귀신 (누나) 역
- 엄태구 : 택배, 괴한 1 역
- 이규호 : 괴한 2 역
- 정우식 : 괴한 3 역
- 주유랑 : 대주주 역
- 강현욱 : 석이 역
- 해고노동자

정우식, 태인호, 이양석, 함시훈, 김우석
- 아이들

정아노미, 정와니, 문경대, Lona Malarcher,
김대우, 강경이, 윤혜성, 유세은, 김다예
- TV 애니메이션 성우

주유랑, 박정민

#### 우정출연
- 김태우 : 기동대장 역
- 유지태 : 내레이션
- 라미란 : 대표 역
- 박수영 : 이사 역
- 김보경 : 선이 엄마 역 (목소리 출연)

#### 특별출연
- 정연필 : 버스기사 역
- 학부모

구영자, 정경애, 문원규, 주혜랑, 홍연희
방혜란, 이정민, 이성수, 정다운

## 공포 비행기

### 제작진
- 감독 : 임대웅
- 각본 : 임대웅, 이경의
- 촬영 : 이재명
- 조명 : 유재규
- 음악 : 김성현, 허덕범
- 편집 : 정진희

### 출연진

#### 주인공
- 진태현 : 박두호 역
- 최윤영 : 소정 역

#### 그 외
- 차미영 : 민주 역
- 김기천 : 기장 역
- 민성욱 : 부기장 역
- 정미남 : 강 형사 역
- 진용욱 : 오 형사 역
- 최반아 : 유진 역
- 손지윤 : 기자 역
- 오명석 : 아나운서 역

## 콩쥐, 팥쥐

### 제작진
- 감독 : 홍지영
- 원작 : 조선희의 《모던팥쥐전》
- 각본 : 변혜주
- 각색 : 김명선, 홍지영
- 촬영 : 윤남주
- 조명 : 전병윤
- 음악 : 이재진
- 편집 : 김선민

### 출연진

#### 주인공
- 정은채 : 공지 역
- 남보라 : 박지 역
- 나영희 : 장 여사 역
- 배수빈 : 민 회장 역
- 임성민 : 메이드 역

#### 그 외
- 수인 : 신부 역
- 김성표 : 성형외과 의사 역

## 앰뷸런스

### 제작진
- 감독 : 김곡, 김선
- 각본 : 김곡, 김선
- 촬영 : 이선영
- 조명 : 송현석
- 음악 : 강민석
- 편집 : 권효림

### 출연진

#### 주인공
- 김지영 : 엄마 역
- 김예원 : 간호사 역
- 조한철 : 군의관 역

#### 그 외
- 박재웅 : 운전사 역
- 이윤정 : 수진 역
- 좀비

정대영, 이익준, 이준섭, 이한상, 송현진, 박경남, 이현우
안상완, 김윤배, 남건희, 맹학영, 백성배, 백종원, 이경환
최성윤, 권미현, 김영훈, 김효비, 서진석, 이정하, 조지훈

## 무서운 이야기

### 제작진
- 감독 : 민규동
- 각색 : 이경의
- 촬영 : 이선영
- 조명 : 송현석
- 음악 : 이진희
- 편집 : 손연지

### 출연진
- 유연석 : 남자 역
- 김지원 : 여자 역